# Romain Wattel
Pour les articles homonymes, voir Wattel.
Romain Wattel, né le 10 janvier 1991 à Montpellier, est un golfeur français, professionnel depuis 2010. Il a remporté le KLM Open en 2017.

## Biographie
En remportant l'Allianz EurOpen de Strasbourg le 5 septembre 2010, il devient le deuxième amateur de la saison à remporter une épreuve du Challenge Tour, et le cinquième de l'histoire de cette compétition.
Romain Wattel est passé professionnel en novembre 2010 après avoir remporté avec l'équipe de France les championnats du monde amateur en Argentine.
Il termine 9e du tournoi final des cartes européennes ce qui lui permet d'obtenir une catégorie 11b sur le tour européen pour la saison 2011.
Lors de son premier tournoi en tant que professionnel, Romain Wattel est parmi les trois premiers après deux tours. Il partage ses deux derniers tours du South African Open Championship avec les vainqueurs en tournois majeur Ernie Els et Retief Goosen. Il se classe finalement 5e ex aequo derrière Ernie Els, Retief Goosen, Charl Schwartzel et Louis Oosthuizen, quatre sud-africains.
Romain Wattel est aujourd'hui considéré comme le grand espoir du Golf Français, il signe ses premiers TOP10 sur le tour européen avec une 5e place à l'Open d'Afrique du Sud, puis une 5e place d'Open d'Espagne et enfin une 8e place à l'Open de Castille. En 2012, il termine dans le TOP10 de l'Open de Malaisie en Avril 2012. Il finit aussi deuxième au prestigieux trophée Hassan II en 2015 au Maroc sur l'European Tour.
C'est en septembre 2017, lors de son 187 tournoi sur le Tour européen qu'il remporte sa première victoire professionnel, lors du KLM Open.

## Palmarès professionnel

### Victoire sur le Tour européen (1)
| No. | Date              | Tournoi  | Score                 | Avance | Deuxième        |
| --- | ----------------- | -------- | --------------------- | ------ | --------------- |
| 1   | 17 septembre 2017 | KLM Open | −15 (69-67-64-69=269) | 1 coup | Austin Connelly |

### Victoire sur le Challenge Tour (1)
| No. | Date             | Tournoi                              | Score                 | Avance  | Deuxième                                |
| --- | ---------------- | ------------------------------------ | --------------------- | ------- | --------------------------------------- |
| 1   | 5 septembre 2010 | Allianz EurOpen Strasbourg (amateur) | –17 (67-69-68-67=271) | 3 coups | Ryan Blaum, Lorenzo Gagli, Steven Tiley |

## Palmarès amateur
- 2009 - Vainqueur des Internationaux d'Argentine
- 2009 - Vainqueur du Junior Orange Bowl International Championship
- 2010 - Champion du monde par équipes en Argentine avec Alexander LEVY et Johan Lopez LAZARO
- 2010 - Vainqueur du Scottish Amateur Stroke Play Championship